# DFMO.NET
DFMO.NET — щоквартальний рок-журнал, перший номер вийшов у  Росії в 2006. Спочатку планувався як подоба журналу Glamour, що висвітлює тільки рок-культуру, рок-події й життя навколо цього напрямку.

## Музичний журнал і Інтернет портал
Журнал про альтернативну музику, про російські, українські та зарубіжні групи, як ті, що вже досягли вершин, так і ті, що тільки розпочинають свій творчий шлях, про нові музичні збірки, сингли та повноцінні альбоми, інтерв'ю та концертні звіти. На сторінки журналу потрапляють тільки якісні і популярні рок-проекти, матеріал (фото, статті, оформлення) є на 100% ексклюзивним. За свою недовгу історію журнал DFMO.NET встиг стати інформаційним спонсором сотні концертів по всій Росії, серед яких: Linkin Park, Evanescence, NIN, Tokyo Hotel,  Placebo, Amatory, My Chemical Romance, Trivium, The Dillinger Escape Plan, Grenouer, Soilwork, Психея , Korn, Слот, Apshell, Billy Talent, Kiss, Ленні Кравіц.
З кінця 2007 року відкрита стартова сторінка однойменного порталу, а в 2010 буде запущена бета-версія музичного порталу DFMO.NET.
Вікова аудиторія журналу: 16-25 років.

## Департамент з розповсюдження друкованої продукції
DFMO.NET Magazine Distribution Department — це відділ журналу DFMO.NET що спеціалізується на поширенні музичних журналів з спеціалізованних точок продажу в різних частинах Росії. Журнал є офіційним партнером з дистрибуції таких журналів, як DFMO.NET, Billboard, Metal Hammer, Classic Rock, Ivan, Rock Arena, Pro Svet  та багатьох інших.

## Обкладинка журналу
На обкладинці журналу DFMO.NET з'являлися такі зірки як:  Корі Тейлор, Максим Каменщиков, Женк,  Дмитро «Фео» Порубов,  Джерард Вей, Антон «Бу» Ліссов,  Честер Беннінгтон та інші.